# Armilla (község)
Armilla egy község Spanyolországban, Granada tartományban. Armilla Alhendín, Ogíjares, Churriana de la Vega és Granada községekkel határos. Lakosainak száma 25 405 fő (2024).

## Népesség
A település népessége az elmúlt években az alábbi módon változott:
| Lakosok száma | 14 778 | 16 938 | 19 667 | 21 380 | 22 283 | 23 175 | 23 901 | 24 174 | 24 388 | 25 405 |
|               | 2001   | 2004   | 2006   | 2009   | 2011   | 2014   | 2016   | 2019   | 2021   | 2024   |